# المتحف البيئي الأمازيغي
المتحف البيئي الأمازيغي هو متحف يقع في وادي أوريكا في قرية تافزا في المغرب، وهو مؤسسة ثقافية خاصة، وشريك متميز لمتحف التصوير في مراكش.
أنشئ المتحف البيئي الأمازيغي في أبريل عام 2009 بمبادرة من حميد مرجاني وباتريك ماناكه بهدف جعل الثقافة الأمازيغية المغربية معروفة بشكل أفضل من خلال مجموعته المميزة من المقتنيات والمعروضات، ويُعد أول متحف بيئي في المغرب.

## الموقع
يقع المتحف البيئي الأمازيغي في قرية تافزا المغربية الواقعة في منطقة وادي أوريكا. تقع قرية تافزا على بعد 37 كم من مدينة مراكش المغربية في أسفل وادي أوريكا بالقرب من بلدة ستي فاطمة، ويتمثل النشاط السكاني الرئيسي للقرية منذ العصور القديمة في صناعة الفخار أو الخزف، حتى أن اسم قرية تافزة يرتبط بصورة رمزية بعملية صناعة الفخار القائمة في القرية حيث يعود أصل الكلمة إلى اللفظة الأمازيغية "تافزوت"، والتي تشير إلى فصل الربيع ومحاصيل السنة، وكذلك المرأة الحامل، ويسلط هذا الضوء على عمل صانع الخزف الذي أتى من أرض غير خصبة لكي يصنع أشياء أساسية للحياة. يقع مبنى المتحف البيئي الأمازيغي في حي تالبيرج الذي يقع في الساحة المركزية للقرية، والذي يُطلق عليه سكان القرية اسم البرج، وتم ترميمه بمواد تقليدية من الطوب اللبن. كان مبنى المتحف في البداية عبارة عن منزل مملوك لشقيقين خلال الفترة ما بين عامي 1910-1920.
تُشكل طبيعة الأرض الصخرية والحجرية الموجودة في قرية تافزا نوعًا من مجتمع الاكتفاء الذاتي، حيث توفر القرية جميع مواد البناء اللازمة من أحجار جبلية، وحصى، وقش، وتربة متعددة الصفات، وأخشاب، وعادةًا ما تكون أغطية الأسقف مصنوعة من الطين الرمادي المزرق المأخوذ من أراضي قرية تافزا، بينما تكون الحجارة مصنوعة من الحجر الرملي الوردي المُستخرج من هضبة أوكايمدن، أما الجدران فتكون مصنوعة من الطين الأبيض المستخرج من أراضي قرية تافزا.

## لمحة تاريخية
يسلط المتحف البيئي الأمازيغي الضوء على طريقة حياة السكان الأمازيغ في الماضي ويتطلع للحفاظ على ثقافتهم في المستقبل، ويعني كونه متحفًا بيئيًا أنه متحف حي يحافظ على التراث الثقافي لجماعة عرقية أصلية ويحاول تنمية المعرفة العالمية بها، وبالتالي، فإن المتحق يقدم الأنشطة للجمهور، ولا سيما التي يتشاركون فيها مع السكان الأمازيغ المحليين، كما يُنظم جولات استكشافية في منطقة وادي أوريكا. يسعى المتحف البيئي الأمازيغي قبل كل شيء إلى المساهمة في إعادة الحياة إلى قرية تافزا، وخلق روابط ثقافية واجتماعية ما بين السكان المحليين، وبين مختلف الجهات الفاعلة في الحياة الثقافية. ويُعتبر المتحق بمثابة مساحة مفتوحة للمشاركة لجميع أولئك الذين يرغبون في اكتشاف منطقة وادي أوريكا بطريقة مختلفة.

## الوصف
تم تنفيذ أعمال ترميم المتحف البيئي الأمازيغي الإلكتروني على أيدي السكان القرويين المحليين. ويُشبه مبنى المتحف البيئي الأمازيغي البيت الأمازيغي في شكله وزخرفته، وجميع عناصره بدءًا من العناصر التي تصف عالم المرأة الأمازيغية، وعالم الأمومة وحتى عالم الرجال وحماة المنزل في الخارج. كان المنزل الذي تم تحويله إلى المتحف البيئي الأمازيغي عبارة عن مساحة تحمل لافتات وعلامات رمزية يمكن رؤيتها في التصاميم المرسومة على واجهات المتحف البيئي، والنماذج الحجرية فوق الأبواب، والنماذج الزخرفية الموجودة على الأبواب حيث تكون الشمس والشظية غالبًا رمزًا أساسيًا للأنوثة. توجد هذه الرمزية المعقدة في كل عنصر من عناصر المتحف البيئي الأمازيغي، بدءًا من قطع الفخار والأثاث والنسيج وبالزخارف، فنجد جميع مكونات المجتمع الأمازيغي ممثلة في المتحف البيئي.

## المقتنيات والمعروضات
تسلط مجموعة المقتنيات والمعروضات في المتحف البيئي الأمازيغي الضوء على تنوع الثقافة الأمازيغية في منطقة جبال الأطلس الكبيرة. يعرض المتحف مجموعة من الفخار والسجاد والنسيج والمجوهرات والصور التي تهدف إلى الحفاظ على الثقافة الأمازيغية وتعزيز وجودها.

### الفخار
تحتل مجموعة الفخار المعروضة في المتحف البيئي الأمازيغي الجزء الأكبر من المتحف، وهي أواني فخارية وقطع خزفية آتية من مناطق مختلفة من الأطلس الكبير، والتي تُسلط الضوء على النواحي الفنية للمجتمع الأمازيغي، فتحكي الأواني الفخارية والمعروضات الخزفية على سبيل المثال عن تاريخ الطعام في المنطقة، فيعرض المتحف على سبيل المثال وعاء فخاري يستخدم لصنع الزبدة، بالإضافة إلى العديد من أطباق الكسكس وأباريق الحليب.

### الحلي والمجوهرات
تسلط مجموعة الحلي والمجوهرات الموجودة في المتحف البيئي الأمازيغي الضوء على وجود النساء في البيت الأمازيغي، حيث تكون هذه الجواهر، والزخارف الاحتفالية جزءًا من مهر الزوجة، وتظل ملكاً للمرأة وتضمن لها الأمان المادي، حتى في حالة الطلاق. وتعتبر المجوهرات جزءًا من مقومات تأسيس المنزل، وتزداد قيمتها بمرور الوقت، وتُعتبر أداة لقياس رخاء الأسرة. وتُعتبر أكثر أنواع المجوهرات شيوعًا في معظم المجتمعات الريفية هي التيجان والأقراط والدبابيس والقلائد والأساور والخلاخيل والتمائم والخواتم. تستخدم أنواع المجوهرات الأخرى لتزين مرتديها وفقًا للمعايير القبلية، وتجسد هذه الحلى والمجوهرات المعايير الجمالية والهياكل الزخرفية للمجموعة التي تنتمي إليها وتحددها. تُبرز صور بيسانسينوت المعروضة أيضًا في المتحف البيئي الأمازيغي في تافزا هذا البعد الجمالي وهذه الزخارف الاحتفالية المميزة للمجتمع الأمازيغي.

### الصور
يضم المتحف البيئي الأمازيغي مجموعة مميزة من الصور الفوتوغرافية لمصورين مثل دانيال تشيكولت وجان بيسانسينوت، والتي تسلط الضوء على الثقافة الأمازيغية، والمعرفة الفنية المتعلقة بأعمال النسيج والفخار، وصور الأمازيغ. تعود هذه الصور إلى أصول التصوير الفوتوغرافي في المغرب في الستينيات.
تسلط هذه المجموعة الضوء على الأعمال الفوتوغرافية لمجموعة من المصورين لبارزين مثل دانيال تشيكولت، وجان بيسانسينوت، ومارسلين فلاندرين، ورينيه برتراند، وروبيشيز الذين سلطوا الضوء على المناظر الطبيعية ووجوه السكان الأصليين في منطقة جبال الأطلس.

### الافلام الوثائقية
يبث المتحف البيئي الأمازيغي بوادي أوريكا أفلامًا وثائقية قديمة وملونة عن أمازيغ قبيلة سيكساوا. ويحتل الفيلم الوثائقي الذي صوره دانيال تشيكولت مكانة بارزة في المجموعة حيث يُعتبر بمثابة أول شهادة ملونة على تاريخ القبائل الأمازيغية في منطقة الأطلس الكبير في عام 1957.